# Ottokar Dörffel

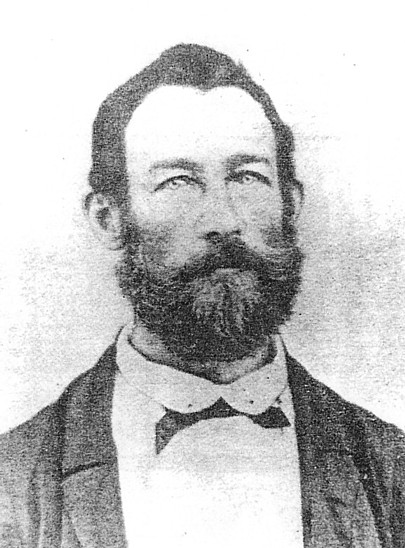

Ottokar Dörffel (* 24. März 1818 in Waldenburg (Sachsen); † 18. November 1906 in Joinville, Brasilien) war ein deutsch-brasilianischer Rechtsanwalt, Bürgermeister von Glauchau in Sachsen, Bürgermeister in Joinville, Brasilien; Redakteur und Verleger.

## Leben
Ottokar Dörffel wurde am 24. März 1818 in Waldenburg in Sachsen geboren, wo sein Vater als fürstlich Schönburgscher Kammerregistrator beschäftigt war. Nach dem Besuch der Stadtschule in Waldenburg und des Gymnasiums in Altenburg begann er im Jahre 1839 sein Studium der Rechts- und Kameralwissenschaften an der Universität in Leipzig, das er 1842 erfolgreich abschloss. Danach war er als Rechtsanwalt bei den Gerichten in Wolkenburg, Kaufungen, Niederfrohna, und dem Herzoglich-Altenburgischen Gericht Wolperndorf tätig. 1844 ging er nach Rochlitz, um dort eine Rechtsanwaltspraxis zu leiten. 1847 wurde ihm die zweite Aktuariatsstelle im Justizamt Vorderglauchau übertragen. Am 1. Mai 1849 übernahm er das Amt des Bürgermeisters von Glauchau in Sachsen. Die revolutionären Bewegungen und Aufstände in den Staaten des Deutschen Bundes hatten 1849 auch das Königreich Sachsen erfasst. So formierten sich in Glauchau zwei Freischarenzüge, um nach Dresden zu marschieren und dort die Aufständischen zu unterstützen. Dörffel, zwar liberal gesinnt, aber nicht revolutionär, konnte oder wollte diesen Marsch nicht verhindern. Nach Niederschlagung der Aufstände wurde er wegen angeblichen Hochverrats zum Tode verurteilt. Wenig später ist dieses Urteil dann in eine zwölfjährige Zuchthausstrafe umgewandelt worden. Nach langwierigen Prozessen, in denen er sich selbst verteidigte, gelang es ihm endlich, seine Unschuld nachzuweisen. Er wurde freigesprochen. Dörffel ließ sich als Rechtsanwalt in Glauchau nieder, war jedoch so großen Schwierigkeiten ausgesetzt, dass er im Jahre 1854 mit seiner Ehefrau Ida geb. Günther nach Brasilien auswanderte. Mit dem Schiff waren sie zwei Monate unterwegs, ehe sie am 20. November 1854 in Brasilien ankamen.
In der Colonia Dona Francisca, dem heutigen Joinville im Bundesstaat Santa Catarina angekommen, arbeitete er mit den anderen Einwanderern zunächst als einfacher Kolonist mit Säbel, Axt und Hacke, um in dem sumpfigen und unwegsamen Gebiet die Grundvoraussetzungen für ein Leben, Wohnen und Wirtschaften zu schaffen. Danach war er als Journalist, Chronist und Mathematiker tätig. Ab 1858 übte er das Amt des Schatzmeisters aus, später das des Stadtrates und, von 1874 bis 1877, das des Bürgermeisters der Stadt Joinville in Santa Catarina. Joinville ist heute mit 500.000 Einwohnern die größte Stadt des Bundesstaates Santa Catarina. Darüber hinaus hatte Dörffel als Bürgermeister großen Einfluss auf die Gründung der landwirtschaftlichen Kolonie, der Colônia Agrícola von São Bento do Sul. Dörffel starb am 18. November 1906 in Joinville SC im Alter von 88 Jahren. Dörffels Villa beherbergt heute das Kunstmuseum von Joinville.

## Leistungen
Dörffel gehört zu den wichtigen Vermittlern und Trägern deutscher Lebensart und Kultur in Südbrasilien.
Er war Gründungsmitglied der Loge Deutsche Freundschaft zum Kreuze des Südens und Ehrenmitglied vieler Vereine in Joinville. Seinen politischen Einfluss als Stadtrat und später als Bürgermeister der Colônia Dona Francisca, später Joinville, nutzte er zum Wohle der Siedler und Kolonisten. Seine größte Leistung als Journalist war die Herausgabe der Colonie-Zeitung, der am längsten erschienenen deutschsprachigen Zeitung Südbrasiliens, die von 1862 an fast achtzig Jahre lang verlegt wurde. Dörffel war Redakteur und Verleger in einer Person. In seiner redaktionellen Tätigkeit setzte er sich für gesellschaftliche Toleranz sowie für die Freiheit des Glaubens und der Religion ein. Er veröffentlichte diverse Schriften zur Geschichte der Kolonie und zur Landwirtschaft in Südbrasilien.

## Ehrungen
Dörffel war von 1859 an Hamburger Konsul in der Colonia Dona Francisca, danach Kgl.-Preußischer Konsul, dann Konsul des Norddeutschen Bundes. 1872 wurde er zum Konsul des Deutschen Reiches ernannt.

## Veröffentlichungen (Auswahl)
- Der Südbrasilianische Landwirt. Ein Leitfaden für Ansiedler in Brasiliens Südlichen Provinzen Rio Grande do Sul und Santa Catarina Dona Francisca, s/ed, 1865
- Die Kolonie Dona Francisca in der Südbrasilianischen Provinz Santa Catharina, Leipzig 1882
- Statistik der Kolonie Dona Francisca vom Jahre 1867